# 京王地下駐車場
京王地下駐車場株式会社（けいおうちかちゅうしゃじょう）は、かつて存在した京王グループの企業。2024年6月30日まで京王百貨店新宿店地下にある「京王地下駐車場」と併設地下街「京王モール」の管理運営を行っていた。その他、京王電鉄沿線の施設の駐車場の管理受託や、京王電鉄各駅のコインロッカー設置・管理などを行っていた。
登記上の本店を京王地下駐車場および京王モールのある東京都新宿区西新宿1丁目1番地に置き、本社を東京都渋谷区幡ヶ谷1丁目2番2号（幡ヶ谷駅上層階の京王幡ヶ谷ビル9階）に置く。
2024年7月1日、京王本社の商業施設運営事業とともに、同年4月に設立された株式会社京王SCクリエイションに事業が移管され、法人自体は京王本社に合併され消滅した。

## 概要
新宿駅西口整備を目的とする東京都の都市計画事業に基づき、1972年7月28日に会社設立。1976年3月10日に新宿駅南口公共駐車場「京王地下駐車場」および「京王モール」を営業開始した。以来、京王地下駐車場と京王モールの経営のみを行っていた。
その後は東京オペラシティビル駐車場、渋谷マークシティ駐車場、メルクマール京王笹塚駐車場など、京王グループ関連施設の駐車場管理業務の受託も行っている。新宿駅「京王地下駐車場」では月極契約も受け付ける。
京王線・井の頭線の全駅に設置されたコインロッカーの管理運営も行う。PASMO電子マネー対応のコインロッカー設置駅もある。京王電鉄の駅コインロッカーは京王地下駐車場が一括管理し、駅係員による管理は行わない。
また、京王モール内の宝くじ販売所を運営する。2005年10月25日に京王新線新宿駅地下に京王モールに隣接して開業した「フレンテ新宿」を開業時より管理受託してきたが、2010年10月25日に「京王モール アネックス」としてリニューアルし、直接経営を行う形となった。

## 機械遺産「ロートパーク」
1976年8月28日から「京王地下駐車場」で営業開始した機械式立体駐車装置「ロートパーク」が、2013年8月に一般社団法人日本機械学会から「機械遺産」第56号として認定された。
これは日本ロートパーク社により設置され、新明和工業により保守点検されてきた純機械式立体駐車装置で、ロートパークは「純機械式駐車装置の頂点を極めたもの」として高く評価された。デジタル制御式の普及により純機械式駐車装置は廃れていったが、現在も営業運転を続けている世界唯一の例として、京王地下駐車場のロートパークが機械遺産に認定された。
2016年8月28日には、ロートパーク営業開始40周年を記念して、小中学生を対象とした見学会が開催された。

## 社史
- 1972年（昭和47年）7月28日 - 会社設立[1]。
- 1976年（昭和51年）
  - 3月10日 - 京王地下駐車場と京王モールが開業[1]。
  - 8月28日 - 京王地下駐車場で純機械式立体駐車装置「ロートパーク」が営業開始[4]。
- 2005年10月25日 - フレンテ新宿開業、管理受託開始。
- 2010年10月25日 - フレンテ新宿が「京王モール アネックス」としてリニューアル、直営事業となる。
- 2013年8月 - ロートパークが日本機械学会から「機械遺産」第56号として認定[4]。
- 2016年8月28日 - ロートパーク営業開始40周年を記念して見学会を開催[7]。